# Tadva Yoken
Tadva Yoken, född 15 maj 1989 och uppvuxen i Södertälje, är en svensk beachvolleyspelare. 
Yoken har vunnit beachvolley-SM två gånger (2013 med Camilla Nilsson och 2019 med Sofia Wahlén). samt Swedish Beach Tour-finalen tre gånger (2014, 2016 och 2017, de två första gångerna med Camilla Nilsson, den senaste med Sigrid Simonsson). Hon har också tävlat flitigt på FIVB Beach Volleyball World Tour med olika partners Tillsammans med Susanna och Kristina Thurin blev hon svensk mästare i snowvolley 2020.